# 워너 올랜드

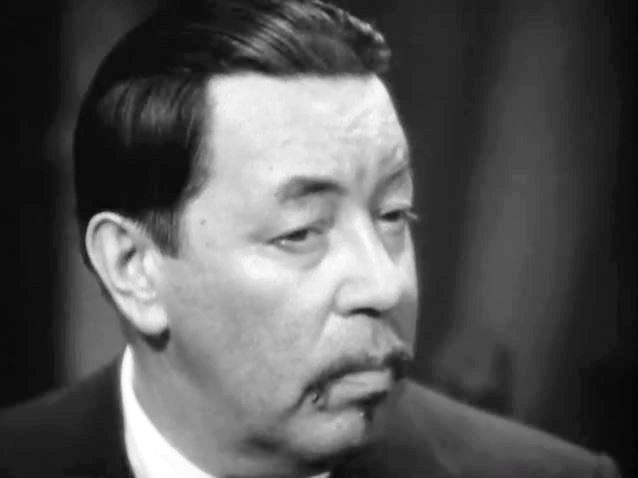

워너 올랜드(Johan Verner Ölund, 1879년 10월 3일 ~ 1938년 8월 6일)는 미국의 배우, 번역가이다.
베스테르보텐주에서 태어났으며 스톡홀름에서 사망하였다. 사인은 폐렴이다.

## 영화
- 찰리 찬 앳 더 올림픽 (1937년)
- 찰리 챈 앳 더 서커스 (1936년)
- 런던의 늑대인간 (1935년)
- 더 선-도터 (1932년)
- 상하이 익스프레스 (1932년)
- 불명예 (1931년)
- 파라마운트 온 퍼레이드 (1930년)
- 베가본드 킹 (1930년)
- 재즈 싱어 (1927년)
- 돈 큐 - 조로의 아들 (1925년)